# On a Mission (Katy B)
On a Mission è l'album di debutto della cantante inglese Katy B, pubblicato il 1º aprile 2011 in Irlanda e il 4 aprile in Regno Unito dalle etichette discografiche Rinse e Columbia. L'edizione standard contiene dodici tracce; l'edizione di iTunes include altre due tracce, Water e Something New.
Prima della pubblicazione dell'album sono stati estratti quattro singoli. Il primo, Katy on a Mission, è stato pubblicato ad agosto 2010 ed è entrato alla quinta posizione della classifica britannica. Perfect Stranger, una collaborazione con i Magnetic Man presente anche sul loro album di debutto, è stata pubblicata ad ottobre, seguita a dicembre da un duetto con Ms. Dynamite intitolato Lights On, che ha raggiunto la quarta posizione. Il quarto singolo, Broken Record, è stato pubblicato il 25 marzo 2011. Easy Please Me e Witches' Brew, rispettivamente usciti a giugno e agosto 2011, sono il quinto e il sesto singolo. Il 24 settembre 2011 entra in rotazione radiofonica il settimo ed ultimo singolo, Movement.

## Tracce
1. Power on Me - 4:21
2. Katy on a Mission - 3:24
3. Why You Always Here - 5:33
4. Witches' Brew - 3:20
5. Movement - 2:41
6. Go Away - 3:35
7. Disappear - 3:38
8. Broken Record - 3:19
9. Lights On (con Ms. Dynamite) - 3:28
10. Easy Please Me - 3:56
11. Perfect Stranger (coi Magnetic Man) - 5:58
12. Hard to Get - 6:53

Tracce bonus (iTunes)
1. Water - 3:21
2. Something New - 3:32

## Classifiche
| Classifica (2011) | Posizione massima |
| ----------------- | ----------------- |
| Belgio (Fiandre)  | 10                |
| Belgio (Vallonia) | 70                |
| Irlanda           | 66                |
| Regno Unito       | 2                 |

### Classifiche di fine anno
| Classifica (2011) | Posizione |
| ----------------- | --------- |
| Belgio (Fiandre)  | 83        |